# Parafontaria terminalis
Parafontaria terminalis är en mångfotingart som först beskrevs av Masatoshi Takakuwa 1942.  Parafontaria terminalis ingår i släktet Parafontaria och familjen Xystodesmidae. Inga underarter finns listade i Catalogue of Life.